# Yann Le Bohec
Yann Le Bohec (ur. 26 kwietnia 1943) – francuski historyk i pisarz, specjalista w dziedzinie historii Afryki Północnej w czasach antycznych i Galii pod panowaniem Rzymu.
Urodził się 26 kwietnia 1943 w Kartaginie w Tunezji, wówczas protektoracie francuskim pod okupacją aliantów. Jego ojciec był zawodowym lotnikiem, wskutek czego Le Bohec w dzieciństwie często zmieniał szkoły. Ostatecznie osiadł w Paryżu, gdzie ukończył prestiżową szkołę średnią Lycée Louis-le-Grand a następnie Sorbonę. W 1970 uzyskał agrégation w dziedzinie historii.
W 1972 został asystentem w Université Paris X-Nanterre, tam też doktoryzował się w 1982 roku. Tematem jego pracy doktorskiej była brama Castra Romana w Lambaesis (dzisiejsze Tazoult w Algierii). W trzy lata później został profesorem w Université II de Grenoble, gdzie wykładał do 1989 roku. Następnie przeszedł do Université III de Lyon. Z dniem 1 września 2001 powrócił na Sorbonę, gdzie został profesorem na wydziale historii Université Paris IV-Sorbonne.